# Diocese do Cuíto-Bié
A Diocese do Cuíto-Bié (Dioecesis Kvitobiensis) é uma circunscrição eclesiástica da Igreja Católica em Angola, pertencente à Província Eclesiástica do Huambo, sendo sufragânea da arquidiocese do Huambo. A sé episcopal está na catedral de São Lourenço, na cidade do Cuíto, na província do Bié.
Tem uma superfície de 70 000 km². Está localizada no centro-leste de Angola, abarcando a totalidade da província do Bié. A população do território diocesano é composta por inúmeras origens étnicas, mas com uma maioria de ovimbundos.

## Histórico
O percurso histórico desta diocese começou quando foi ereta, em 3 de junho de 1879, a Prefeitura Apostólica da Cimbebasia — com sede inicial no Cuvango e, a partir de 1921, na cidade do Cuíto, que ainda possuía o nome de Silva Porto —, a partir do Vicariato Apostólico das Duas Guinés (actual Arquidiocese de Libreville). Da Prefeitura Apostólica da Cimbebasia viria surgir a Missão Sui Iuris do Cunene (actual Arquidiocese do Huambo) em 1881 e a Prefeitura Apostólica da Baixa Cimbebasia (actual Arquidiocese de Vinduque) em 1882.
Em 1892 muda seu nome para Prefeitura Apostólica da Alta Cimbebasia e, em 1921, para Prefeitura Apostólica do Cubango em Angola.
Foi ereta como diocese no dia 4 de setembro de 1940 pela bula Sollemnibus Conventionibus, pelo Papa Pio XII, a partir da Prefeitura Apostólica do Cubango em Angola. Recebeu inicialmente o nome de diocese de Silva Porto (diœcesis Silva Portuensis). No ato de ereção, parte de seu extenso território foi cedido para a Diocese de Nova Lisboa. Foi primeiro bispo o senhor dom António Ildefonso dos Santos Silva.
Em 25 de novembro de 1957 e 1 de julho de 1963, ela cedeu partes de seu território em benefício da construção, respectivamente, das dioceses de Malanje e Luso.
Entre sua fundação e 3 de fevereiro de 1977 foi sufragânea da Arquidiocese de Luanda, quando tornou-se parte da província eclesiástica da Arquidiocese do Huambo.
Em 16 de maio de 1979 assumiu seu nome atual, regulado pelo decreto Cum Excellentissimus, emitido pela Congregação para a Evangelização dos Povos.

## Lista de bispos do Cuíto-Bié
|                          | Nome                                  | Período   | Notas                        |
| Bispos                   | Bispos                                | Bispos    | Bispos                       |
| ------------------------ | ------------------------------------- | --------- | ---------------------------- |
| 5º                       | Vicente Sanombo                       | 2024-     |                              |
| 4º                       | José Nambi                            | 1997-2022 | Faleceu durante o episcopado |
| 3°                       | Pedro Luís António                    | 1979-1997 |                              |
| 2º                       | Manuel António Pires                  | 1958-1979 |                              |
| 1º                       | Dom Armando Amaral dos Santos, O.S.B. | 1941-1958 |                              |
| Bispo-coadjutor          |                                       |           |                              |
|                          | José Nambi                            | 1995-1997 |                              |
|                          | Manuel António Pires                  | 1955-1958 |                              |
| Administrador Apostólico |                                       |           |                              |
|                          | Manuel António Pires                  | 1958      | bispo-coadjutor              |